# 生活協同組合ちばコープ

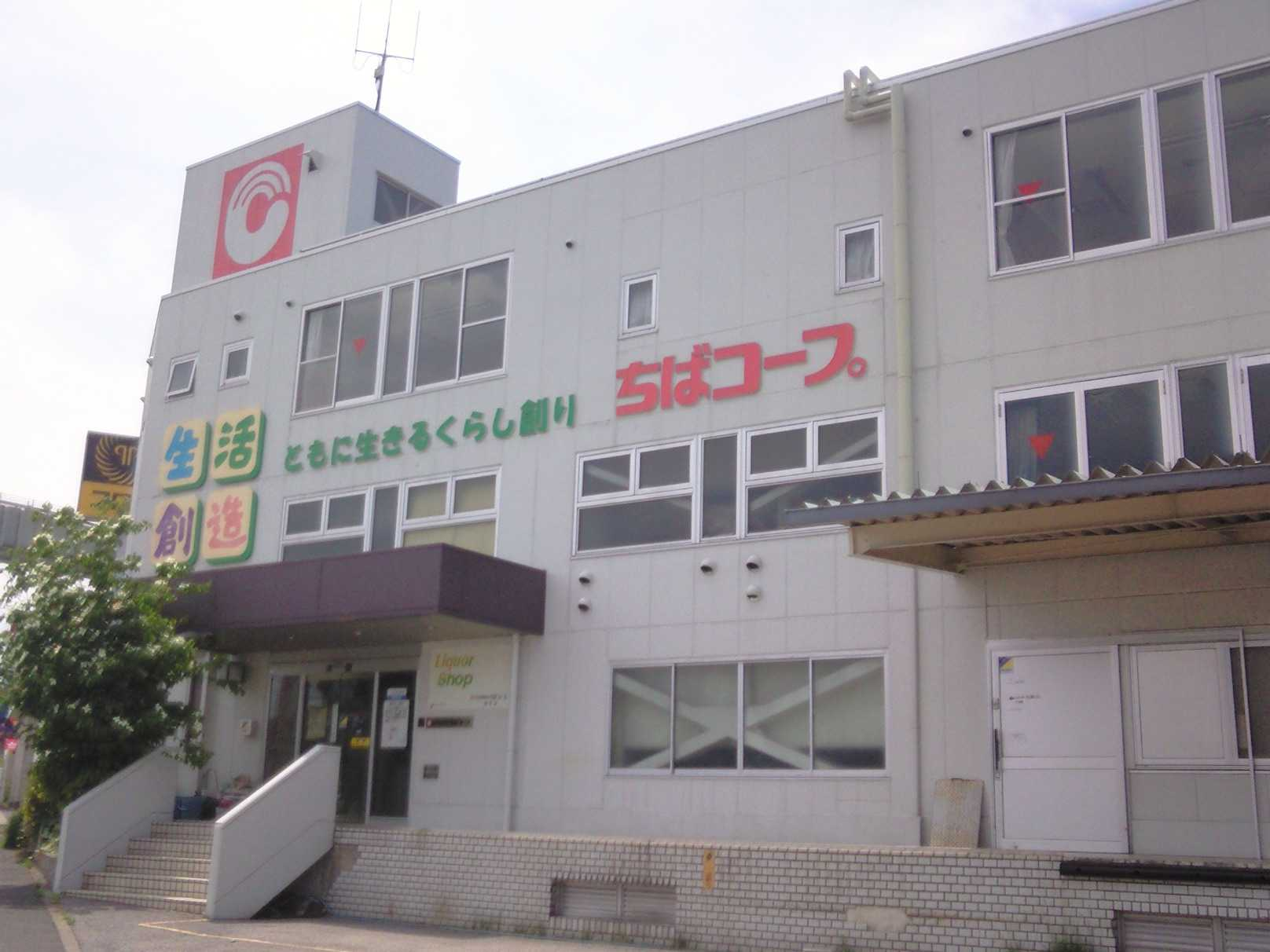
生活協同組合ちばコープ本部

生活協同組合ちばコープ（せいかつきょうどうくみあいちばコープ）は、千葉県を活動地域とする生活協同組合（生協）である。コープネット事業連合に加盟。組合員数は50万5248人（2006年8月現在）。千葉県全世帯の約2割が加入する千葉県最大の生協であった。
共同購入、個人別配達事業などのほか、大型店8店舗、小型店13店舗を開設。組合員相互間の家事、育児、その他の応援などを行う「おたがいさまシステム」事業も行っている。
2013年（平成25年）3月21日、生活協同組合コープとうきょう・生活協同組合さいたまコープと事業統合し、新組合「生活協同組合コープみらい」が発足（存続法人はさいたまコープ）。

## 沿革
- 1946年（昭和21年）10月14日 - 登戸生協設立[4]
- 1973年（昭和48年）- ちば市民生協に名称変更、船橋市民生協設立（のちに「コープせいきょう」と名称変更）
- 1974年（昭和49年）- 東葛市民生協設立[4]
- 1990年（平成2年）3月 - ちば市民生協とコープせいきょうが合併し、ちばコープが発足[5]。
- 2002年（平成14年）12月 - ちばコープと東葛市民生協が合併[5]。
- 2010年（平成22年）10月18日 - 「夕食宅配」事業を開始[6]。
- 2013年（平成25年）3月21日 - ちばコープ、さいたまコープ、コープとうきょうが合併し、コープみらいが発足[1][2]。

## かつてあった事業所店舗

### 店舗
- おゆみの（千葉市）- 1993年（平成5年）11月開店[5]。
- 稲毛海岸 （千葉市）- 1999年（平成11年）7月開店[5]。
- 若葉台 （千葉市）- 2004年（平成16年）6月開店[5]。
- 花見川 （千葉市）- 2006年（平成18年）7月開店[5]。
- 東寺山 （千葉市）- 2008年（平成20年）12月開店[5]。
- 四街道 （四街道市）‐ 1995年（平成7年）7月開店[5]。
- 鎌ケ谷 （鎌ケ谷市）- 1997年（平成9年）10月開店[5]。
- 八千代 （八千代市）- 1998年（平成10年）6月開店[5]。
- 市川 （市川市）- 2000年（平成12年）12月開店[5]。
- 薬円台 （船橋市）- 2006年（平成18年）10月開店[5]。
- 新松戸（松戸市） - 2009年（平成21年）7月開店[5]。
- 東深井 （流山市）
- 南流山 （流山市）

#### miniコープ
- 金杉店（船橋市）- 1978年（昭和53年）3月開設[4]。船橋市金杉8-4-14[4]。【2014年2月28日閉店予定】
- 芝山店（船橋市）- 1987年（昭和62年）2月開設[4]。船橋市芝山4-2-1[4]。
- 西船店（船橋市）- 1988年（昭和63年）6月開設[4]。船橋市西船[4]。
- 登戸店（千葉市）
- 松が丘店（船橋市）- 1993年（平成5年）2月開設[4]。船橋市松が丘4-24-1[4]。
- 蔵波店（袖ケ浦市）
- 松葉町店（柏市）- 1990年（平成2年）11月開設[4]。柏市松葉町4-10[4]。
- 常盤平店（松戸市）
- 宮崎店（千葉市）‐ 1974年（昭和49年）7月開設[4]。千葉市中央区宮崎2-1-46[4]。
- 大穴店（船橋市）- 1983年（昭和58年）7月開設[4]。船橋市大穴南2-35-13[4]。【既に閉店済】
- 屋敷店（習志野市）- 1983年（昭和58年）7月開設[4]。習志野市屋敷2-3-8[4]。
- 旭ケ丘店（四街道市）- 1987年（昭和62年）7月[4]。四街道市旭ケ丘4-23-11[4]。

### 店舗
- 習志野センター - 1984年（昭和59年）12月開設[4]。船橋市習志野4-5-1[4]。
- 市川センター - 1987年（昭和62年）11月開設[4]。市川市二保670[4]。